# Oscar Gatto
Oscar Gatto (Montebelluna, 1º gennaio 1985) è un ex ciclista su strada italiano, professionista dal 2007 al 2020, ha vinto una tappa al Giro d'Italia 2011 e la Dwars door Vlaanderen nel 2013.

## Carriera
Nel 2005 e nel 2006, gareggiando in maglia Zalf-Désirée-Fior, risulta essere uno dei migliori dilettanti, conquistando rispettivamente nove e tredici vittorie stagionali. Nel 2007 passa professionista con la Gerolsteiner e partecipa al Giro d'Italia arrivando ultimo in classifica. Nel 2008 non porta a termine la "Corsa rosa" ritirandosi alla quattordicesima tappa (Verona-Alpe di Pampeago).
Nella stagione 2009 si trasferisce alla nuova ISD-Danieli, squadra diretta da Angelo Citracca e Luca Scinto; nel febbraio di quell'anno ottiene la prima vittoria da professionista, nella terza tappa del Giro di Sardegna a Tortolì. Nella stagione seguente, oltre a cogliere alcuni piazzamenti, vince la Coppa Città di Stresa. Apre il 2011, sempre in maglia Farnese Vini, con un successo parziale al Giro della Provincia di Reggio Calabria; il 14 maggio seguente vince quindi da finisseur l'ottava tappa del Giro d'Italia, a Tropea, davanti ad Alberto Contador. Nella seconda parte di stagione si aggiudica anche il Trofeo Matteotti e il Giro di Romagna-Coppa Placci, e conclude terzo alla Coppa Agostoni.
Nel 2012 si classifica terzo alla Strade Bianche. Tra agosto e settembre conquista il Giro del Veneto-Coppa Placci e una tappa alla Monviso-Venezia; convocato in Nazionale per la prova in linea dei campionati del mondo di Valkenburg, conclude tredicesimo. L'anno dopo, in maglia Vini Fantini, si aggiudica la Dwars door Vlaanderen, suo primo successo da professionista all'estero (diventa anche il primo italiano a vincere la semi-classica belga), e si piazza terzo al Gran Premio Industria e Artigianato di Larciano. A fine stagione viene annunciato il suo passaggio alla Cannondale, squadra World Tour, per il 2014.
Nel 2014 non riesce a confermarsi alla Dwars door Vlaanderen, conclude infatti ottavo; vince però due frazioni all'Österreich-Rundfahrt in luglio. L'anno dopo passa all'Androni Giocattoli-Venezuela, ottenendo alcuni piazzamenti in semiclassiche italiane (è sesto al Gran Premio Costa degli Etruschi e alla Strade Bianche) e due vittorie di tappa al Sibiu Cycling Tour in Romania.
Dopo solo un anno con l'Androni Giocattoli-Venezuela, dal 1º gennaio 2016 corre per la formazione russa Tinkoff. Ottiene la prima vittoria stagionale alla Vuelta a Andalucía aggiudicandosi la terza tappa. Nel 2017, in maglia Astana, vince il prologo del Giro d'Austria.
Nel 2020 ha deciso di chiudere la carriera da ciclista professionista

## Palmarès
- 2004 (Zalf-Désirée-Fior Under-23)

G.P. Cesare Moser
Medaglia d'Oro Ottavio Bottecchia - Fossalta di Piave
G.P. Site Marchiol Pasta Montegrappa
Memorial Gino Consigli
- 2005 (Zalf-Désirée-Fior Under-23)

Circuito di Orsago
4ª tappa, 1ª semitappa Giro Ciclistico Pesche Nettarine di Romagna (Solarolo > Mordano)
Giro della Provincia di Padova
Trofeo Città di Conegliano
6ª tappa Giro della Valle d'Aosta (Pont-Saint-Martin > Pont-Saint-Martin)
Giro del Canavese
Memorial Assuero Barlottini
G.P. Site Marchiol Pasta Montegrappa
Memorial Andrea Crescenzio e Luciano Bottaro
- 2006 (Zalf-Désirée-Fior Under-23)

Circuito di Paderno di Ponzano Veneto
Coppa Città di Rosà - Trofeo Pietro Bagnetto
Circuito di Orsago
La Bolghera
Trofeo Mario Zanchi
6ª tappa Giro delle Regioni (Lodi > San Giuliano Milanese)
Coppa Città di Asti
Gran Premio Roncolevà
Gran Premio BCC Alta Padovana
4ª tappa Giro del Veneto e delle Dolomiti (Loria > Loria)
Medaglia d'Oro Città di Villanova di Camposampiero
Gran Premio San Luigi di Sona
Trofeo Comune di Acquanegra sul Chiese
- 2009 (ISD - Neri, una vittoria)

3ª tappa Giro di Sardegna (Oristano > Tortolì)
- 2010 (ISD-Neri, una vittoria)

Coppa Città di Stresa
- 2011 (Farnese Vini-Neri Sottoli, quattro vittorie)

2ª tappa Giro della Provincia di Reggio Calabria (Soverato > Vibo Valentia)
8ª tappa Giro d'Italia (Sapri > Tropea)
Trofeo Matteotti
Giro di Romagna-Coppa Placci
- 2012 (Farnese Vini-Selle Italia, due vittorie)

Giro del Veneto-Coppa Placci
3ª tappa Giro di Padania (Castelfranco Veneto > Merate)
- 2013 (Vini Fantini-Selle Italia, una vittoria)

Dwars door Vlaanderen
- 2014 (Cannondale, due vittorie)

2ª tappa Österreich-Rundfahrt (Waidhofen an der Ybbs > Bad Ischl)
4ª tappa Österreich-Rundfahrt (Kitzbühel > Matrei in Osttirol)
- 2015 (Androni Giocattoli-Venezuela, due vittorie)

1ª tappa Sibiu Cycling Tour (Sibiu > Sibiu)
4ª tappa Sibiu Cycling Tour (Sibiu > Sibiu)
- 2016 (Tinkoff, una vittoria)

3ª tappa Vuelta a Andalucía (Monachil > El Padul)
- 2017 (Astana, una vittoria)

Prologo Österreich-Rundfahrt (Graz > Schloßberg, cronometro)

### Altri successi
- 2009 (ISD - Neri)

Classifica giovani Giro di Sardegna
1ª tappa, 2ª semitappa Settimana Internazionale di Coppi e Bartali (Riccione > Misano Adriatico, cronosquadre)
- 2010 (ISD-Neri)

1ª tappa Brixia Tour (Palazzolo sull'Oglio, cronosquadre)
- 2017 (Astana)

Wilrijk, derny

## Piazzamenti

### Grandi Giri
- Giro d'Italia

2007: 141º
2008: ritirato (14ª tappa)
2009: 149º
2011: 105º
2012: 113º
2013: 97º
2014: 116º
2015:  non partito (15ª tappa)
- Tour de France

2016: 156º
- Vuelta a España

2008: 127º
2014: ritirato (16ª tappa)

### Classiche monumento
- Milano-Sanremo

2009: 126º
2010: 63º
2011: ritirato
2012: 14º
2013: 20º
2014: 46º
2015: 43º
2016: 65º
2017: 25º
2018: 36º
2019: 104º
2020: ritirato
- Giro delle Fiandre

2007: ritirato
2008: ritirato
2012: 45º
2013: 15º
2014: 25º
2015: 47º
2016: 26º
2017: ritirato
2018: 52º
2020: ritirato
- Parigi-Roubaix

2007: ritirato
2008: ritirato
2012: ritirato
2016: ritirato
2018: ritirato
- Liegi-Bastogne-Liegi

2020: ritirato
- Giro di Lombardia

2015: ritirato

### Competizioni mondiali
- Campionati del mondo

Limburgo 2012 - In linea Elite: 13º
Toscana 2013 - Cronosquadre: 29º
Bergen 2017 - Cronosquadre: 11º

### Competizioni europee
- Campionati europei

Mosca 2005 - In linea Under-23: ritirato
Valkenburg 2006 - In linea Under-23: ritirato

## Riconoscimenti
- Premio Italia under 23 nel 2006